# Aphytis hyalinipennis
Aphytis hyalinipennis är en stekelart som beskrevs av Rosen och Debach 1979. Aphytis hyalinipennis ingår i släktet Aphytis och familjen växtlussteklar.
Artens utbredningsområde är Nya Kaledonien. Inga underarter finns listade i Catalogue of Life.